# After the Heat
After the Heat è un album in studio del musicista britannico Brian Eno e dei musicisti tedeschi Dieter Moebius e Hans-Joachim Roedelius (componenti dei Cluster), pubblicato nel 1978 dalla Sky Records.

## Il disco
Si tratta della seconda pubblicazione frutto della collaborazione tra Eno e i Cluster e, come il precedente Cluster & Eno, fu prodotto con la collaborazione di Conny Plank. Fu il primo album dei Cluster a presentare brani cantati.

## Tracce
Tutte le tracce sono state composte dai Cluster e Brian Eno. L'elenco mostra le tracce nell'ordine in cui apparvero nella prima edizione. Alcune ristampe presentano le tracce ordinate diversamente.
1. Oil – 4:12
2. Foreign Affairs – 3:30
3. Luftschloß – 3:10
4. The Shade – 3:08
5. Old Land – 4:10
6. Base & Apex – 4:29
7. Light Arms – 1:29
8. Broken Head – 5:25
9. The Belldog – 6:16
10. Tzima N'Arki – 4:13

## Formazione
- Brian Eno - voce, basso elettrico, sintetizzatore, tastiere
- Dieter Moebius - sintetizzatore, tastiere
- Hans-Joachim Roedelius - sintetizzatore, tastiere
- Holger Czukay - basso elettrico (solo in "Tzima N'Arki")